# Віконний провітрювач
Віко́нний прові́трювач (кла́пан) — це приточно-вентиляційний пристрій, що забезпечує подачу повітря ззовні при герметично закритих вікнах. Встановлюється виключно у верхній частині вікна, тому холодні потоки повітря, що надходять ззовні, не створюють дискомфорту для людини.
Провітрювачі мають високі шумоізоляційні властивості.
Конструктивні елементи пристроїв захищають від попадання опадів та обладнані ручним регулюванням. Таким чином у приміщенні відбувається повітрообмін при повній безпеці, оскільки вікна щільно закриті.
| Технології | Це незавершена стаття з технології. Ви можете допомогти проєкту, виправивши або дописавши її. |